# Petrorhagia nanteuilii
Petrorhagia nanteuilii es una especie de planta con flores de la familia Caryophyllaceae.

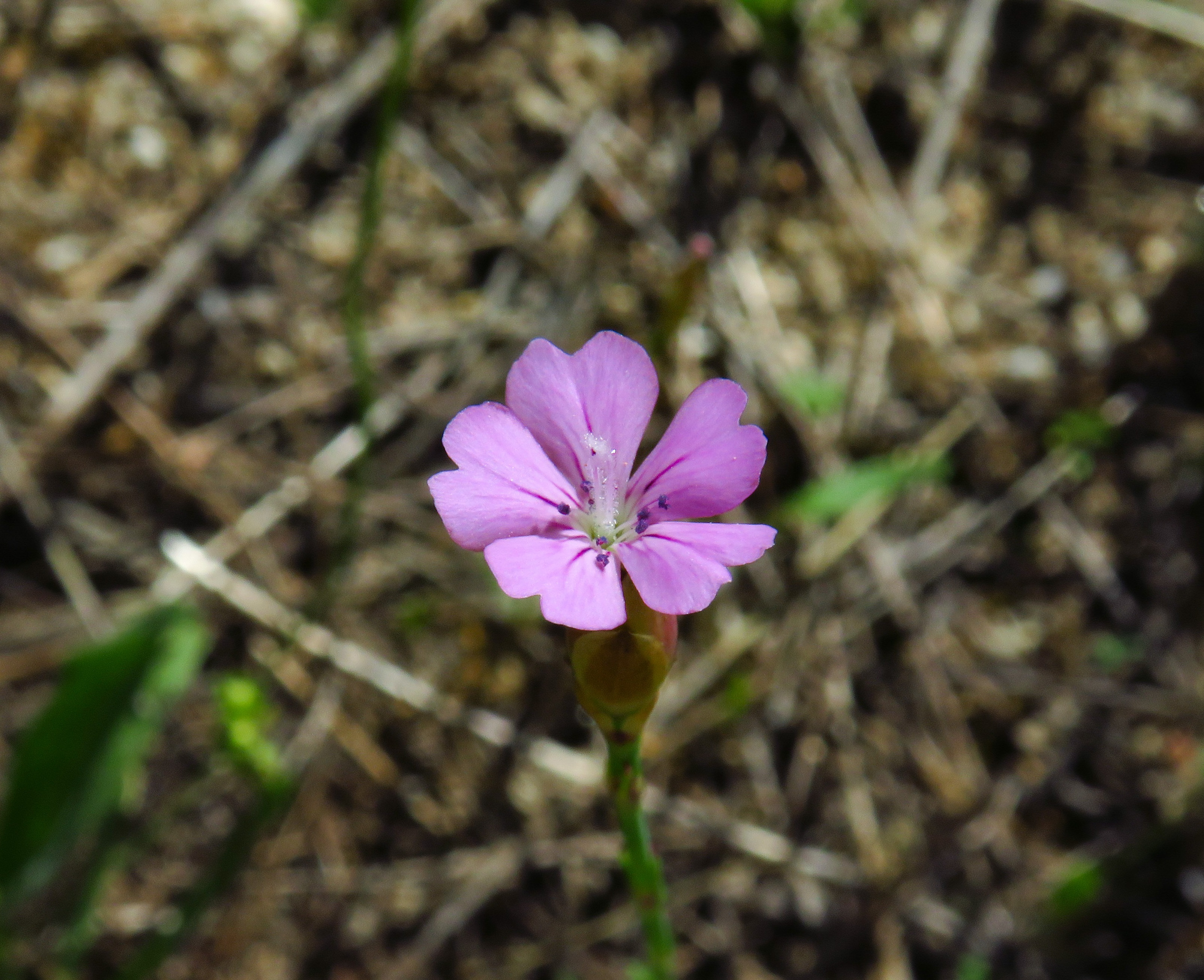
Detalle de la flor.

## Descripción
Planta de 10-40 cm, con tallos lampiños o algo ásperos; hojas opuestas , unidas por abajo, alargadas, con borde membranoso. Las flores parecidas a pequeños calveles, de 5 pétalos color rosa con escote en el borde, aparecen entre la primavera y el verano, sobresaliendo escasamente de las brácteas membranosas, que las protegen. Es muy similar a Petrorhagia prolifera, pero la parte media del tallo a menudo es más pelosa. Vainas foliares el doble de largo que de ancho (igual largo y ancho en Petrorhagia prolifera).

## Distribución y hábitat
En Gran Bretaña, Francia, España y Portugal.
Naturalizada en Estados Unidos y Australia.  Crece en claros y bordes de encinares, taludes arbustivos o tomillares de sustrato arenoso. En acantilados, junto a caminos y en campos de secano. 

## Taxonomía
Petrorhagia nanteuilii fue descrita por  (Burnat) P.W.Ball & Heyw.  y publicado en Bulletin of the British Museum (Natural History), Botany 3(4): 164. 1964.
Citología
Número de cromosomas de Petrorhagia nanteuilii (Fam. Caryophyllaceae) y táxones infraespecíficos:  2n=60
Etimología
nanteuilii: epíteto otorgado en honor del botánico francés Roger de Nanteuil.
Sinonimia
- Dianthus nanteuilii Burnat
- Kohlrauschia nanteuilii (Burnat) P.W. Ball & Heyw.
- Tunica nanteuilii (Burnat) Rouy & Foucaud
- Tunica nanteuilii (Burnat) Gürke
- Tunica prolifera var. nanteuilii (Burnat) Briq.
- Tunica prolifera subsp. nanteuilii (Burnat) Graebn.	[5]